# Улугуруско галаго
Улугуруското галаго още аманийско галаго джудже (Galago orinus) е вид бозайник от семейство Галагови (Galagidae). Видът е почти застрашен от изчезване.

## Разпространение и местообитание
Разпространен е в Кения и Танзания.